# Megachile minor
Megachile minor är en biart som beskrevs av Joseph Vachal 1908. Megachile minor ingår i släktet tapetserarbin, och familjen buksamlarbin. Inga underarter finns listade i Catalogue of Life.